# Церква Різдва Пресвятої Богородиці (Тацинська)
Церква Різдва Пресвятої Богородиці (рос. Церковь Рождества Пресвятой Богородицы) — православний храм в станиці Тацинська Ростовської області, що стоїть на площі Калініна.

## Історія
До Жовтневого перевороту в станиці було два храми. Обидва знищили до війни — на початку 1930-х років зруйнували Нікольську церкву, а в 1937 році знесли і другий храм, поставивши на його місці дерев'яний, тимчасовий, що незабаром перетворили на зерносховище, а потім розібрали. У 1946 році, використавши залишки матеріалів від дерев'яної церкви, станичники обладнали молитовний дім, у якому й відбувалися богослужіння до 1960-х років. У хрущовські часи його закрили, а парафію зняли з реєстрації.
Повторно парафію Різдва Пресвятої Богородиці в станиці Тацинська зареєстрували 9 листопада 1989 року. Вона розміщувалася в молитовному домі по вулиці Піщана, 27. Першим її настоятелем став священик Віктор Воронов. За наступного настоятеля, — протоієрея Олександра Мініна, ухвалено рішення про будівництво храму на площі Калініна. Освячення закладного каменю відбулося 12 вересня 1993 року. 1994 року настоятелем парафії призначено протоієрея Василя Маштанова, що вибрав для майбутнього храму проект архітектора Ігоря Гануса.
Перша служба у збудованій церкві відбулася 21 вересня 1999 року. До 2003 року в храмі завершили внутрішні і зовнішні оздоблювальні роботи, виготовили іконостас. Від 21 травня 2010 року її настоятелем є священик — ієрей Ростислав Сагінашвілі. Адреса церкви — площа Калініна, 42.
До будівництва цього храму в Тацинському районі понад півстоліття діяла лише одна церква — зруйнована в передвоєнні роки Церква ікони Божої Матері «Одигітрія» в хуторі Карпово-Обривський.